# Theresa Simon

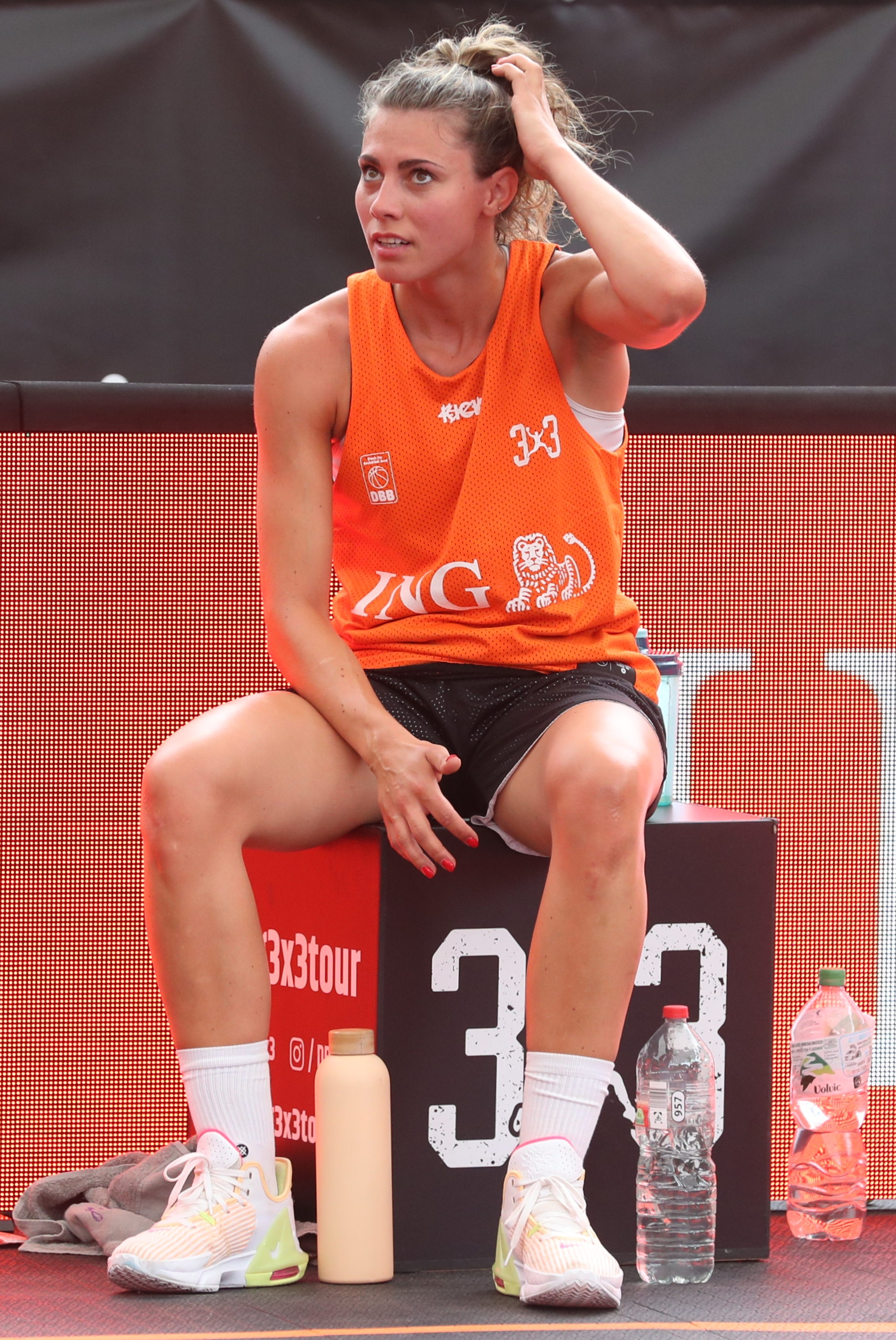
Theresa Simon, 2022

Theresa Simon (* 25. September 1998 in Wolfenbüttel) ist eine deutsche Basketballspielerin. Sie spielt für Alba Berlin in der 1. Damen-Basketball-Bundesliga.

## Leben
In ihrer Kindheit probierte Theresa Simon mehrere Sportarten aus, darunter Kinderturnen, Leichtathletik und Volleyball. Im Alter von sieben Jahren begann Simon mit Tennis, da ihre ganze Familie diese Sportart betrieb. Außerdem fing sie im Alter von acht Jahren an, Basketball zu spielen und entschied sich schlussendlich für diese Sportart.

## Karriere
Mit zehn Jahren bestritt Simon erste Punktspiele in der U12. Mit 15 Jahre kam sie 2013 in die 2. Damen-Basketball-Bundesliga, spielte für das Wolfpack Wolfenbüttel und parallel in der WNBL (Weibliche-Nachwuchs-Bundesliga). Dort wurde sie 2015 in ihrer Heimatstadt Wolfenbüttel Deutsche Vizemeisterin und wertvollste Spielerin der Saison 2014/15.
Simon durchlief alle Jugendnationalmannschaften (U16, U18 und U20) und auch die U23-Nationalmannschaft im 3x3-Spiel. 2018 stieg die 1,80 Meter große Aufbauspielerin mit Wolfenbüttel als Kapitänin von der 2. Damen-Basketball-Bundesliga in die 1. Damen-Basketball-Bundesliga auf. Sie verließ Wolfenbüttel anschließend und wechselte in der Sommerpause 2018 zur BG 74 Göttingen. Nach einem Jahr bei den „Veilchen“ schloss sich Simon 2019 dem BC Marburg an. 2023 verließ sie Marburg und ging zum Bundesliga-Konkurrenten Alba Berlin. 2024 gewann sie mit dem Verein die deutsche Meisterschaft.
Im Juni 2019 bestritt sie ihr erstes A-Länderspiel, sie wurde ebenfalls Nationalspielerin im 3x3.
International feierte sie Erfolge bei der U16-Europameisterschaft 2014 und U20-Europameisterschaft 2017, bei denen sie jeweils den ersten Platz errang. Bei der 3x3-U23-Weltmeisterschaft 2018 in Xian (China) erkämpfte sie den vierten Platz und im Fähigkeitswettbewerb die Silbermedaille.

## Sportliche Erfolge

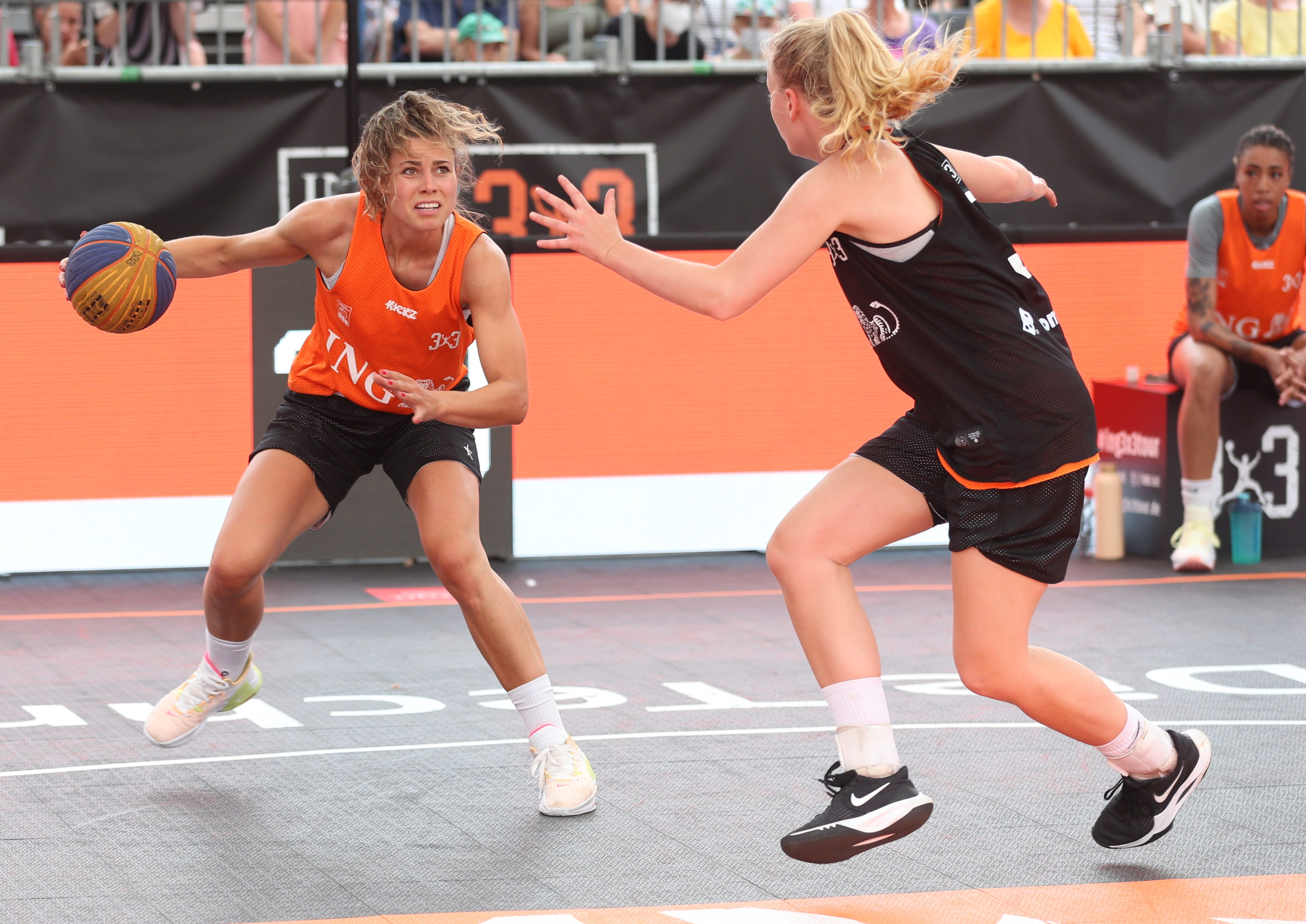
Winner German Champions 3x3 2022

### Deutsche Meisterschaften
- Deutsche Vizemeisterin der WNBL 2015 in Wolfenbüttel
- Deutsche Meisterin 2024
- Deutsche Meisterin im 3x3 2018 in Hamburg
- Deutsche Meisterin im 3x3 2022 in Berlin

### Internationale Turniere

#### 2019
- U23-Weltmeisterschaften im 3x3 in Lanzhou (China): 5. Platz

#### 2018
- U23-Weltmeisterschaften im 3x3 in Xian (China): 4. Platz
- Fähigkeitswettbewerb (Skills Contest) in Xian (China): 2. Platz

#### 2017
- U20-Europameisterschaften in Israel: 1. Platz

#### 2014
- U16-Europameisterschaften in Tallin (Estland): 1. Platz

### Sonstige Erfolge
- 12er-Auswahl Talente mit Perspektive 2012 (die 12 besten Talente Deutschlands)
- MVP der WNBL-Saison 2014/15 (wertvollste Nachwuchsspielerin Deutschlands)